# Filolog (postać biblijna)
Filolog, łac. Philologus (I wiek) – święty katolicki, postać biblijna.
Apostoł Paweł przesyłając pozdrowienia chrześcijanom zamieszkałym w Rzymie, wymienia Filologa w biblijnym Liście do Rzymian (16,15 BT). Nie ma pewności czy św. Paweł znał osobiście wymienionych. Według Orygenesa jego żoną była Julia, a późniejsi badacze upatrywali w nim biskupa Synopy, w Poncie i przypisywali go do grona 72 uczniów Pańskich.
Wspomnienie Filologa obchodzone jest zgodnie z zapisem w Martyrologium Romanum 4 listopada.